# Торгунская волость
Торгунская во́лость — административно-территориальная единица, входившая в состав Новоузенского уезда Самарской губернии. Образована в 1872 году в границах бывшего Торгунского колонистского округа. 
Административный центр — село Моргентау.
Население волости составляли преимущественно немцы, лютеране.
В период до установления советской власти волость имела аппарат волостного правления, традиционный для таких административно-территориальных единиц Российской империи.
Волость состояла из двух частей, располагавшихся по обе стороны от реки Еруслан. Большая, правобережная часть волости простиралась на юг до границы с Астраханской губернией, проходившей по реке Торгун, Согласно карте уездов Самарской губернии 1912 года большая, правобережная, часть волости граничила: на востоке - с Иловатской и Старополтавской волостями, на севере - с Салтовской волостью, на северо-западе - с Харьковской волостью, на западе - с Савинской волостью. Левобережный участок Торгунской волости граничил на юге со Старополтавской волостью, на западе - с Ровненской волостью, на севере -
с Бизюкской волостью, на востоке - с Салтовской волостью.
Территория бывшей волости является частью земель Ровенского района Саратовской области (административный центр области — город Саратов) и Старополтавского и Палласовского районов Волгоградской области (административный центр области — город Волгоград).

## Состав волости
| №  | Населённые пункты (хутора с населением более 50 чел.) | Население (1889 год) | Население (1910 год) | Преобладающие национальности, вероисповедания | Современное состояние                                              |
| -- | ----------------------------------------------------- | -------------------- | -------------------- | --------------------------------------------- | ------------------------------------------------------------------ |
| 1  | село Альт-Веймар                                      | 889                  | 1440                 | немцы, лютеране                               | село Старая Иванцовка, Палласовский район, Волгоградская область   |
| 2  | село Визенмиллер                                      | 3435                 | 6207                 | немцы, лютеране                               | село Луговское, Ровенский район, Саратовская область               |
| 3  | село Блюменфельд                                      | 1729                 | 2999                 | немцы, лютеране                               | село Цветочное, Старополтавский район, Волгоградская область       |
| 4  | станция Гмелинская                                    | -                    | 25                   |                                               | село Гмелинка, Старополтавский район, Волгоградская область        |
| 5  | село Гнадентау                                        | 1471                 | 2332                 | немцы, лютеране                               | село Верхний Еруслан, Старополтавский район, Волгоградская область |
| 6  | село Моргентау                                        | 1992                 | 2873                 | немцы, лютеране                               | село Суетиновка, Старополтавский район, Волгоградская область      |
| 7  | село Ней-Веймар                                       | 1510                 | 2366                 | немцы, лютеране                               | село Новая Иванцовка, Палласовский район, Волгоградская область    |
| 8  | село Ней-Галки                                        | 1452                 | 2419                 | немцы, лютеране                               | в составе города Палласовка                                        |
| 9  | село Новое Кано                                       | 1020                 | 1535                 | немцы, лютеране                               | село, Палласовский район, Волгоградская область                    |
| 10 | хутор Крахмал                                         | Нет данных           | 59                   | немцы, лютеране                               | не существует                                                      |
| 11 | посёлок станции Палласовка                            | -                    | 301                  |                                               | город Палласовка, Волгоградская область                            |
| 12 | станция Палласовка                                    | -                    | 190                  |                                               | город Палласовка, Волгоградская область                            |
| 13 | село Франкрейх                                        | 865                  | 1032                 | немцы, лютеране                               | хутор Селянка, Палласовский район, Волгоградская область           |
| 14 | село Фриденберг                                       | 1435                 | 2209                 | немцы, лютеране                               | село Мирное, Ровенский район, Саратовская область                  |
| 15 | хутор Шамбовка                                        | -                    | 158                  | немцы, лютеране                               | не существует                                                      |
| 16 | село Штрасбург                                        | 865                  | 2597                 | немцы, лютеране                               | село Ромашки, Палласовский район, Волгоградская область            |

В 1915 году на территории Торгунской волости были созданы Визенмиллеровская, Моргентауская, Ней-Галкинская и Штрасбургская волости. В 1916 году эти волости, носившими немецкие названия, были переименованы. В Визенмиллеровскую (Луговую) волость вошли немецкие села: Визенмиллер, Гнадентау и Фриденберг. В Моргентаускую (Нестеровскую) – немецкие села: Блюменфельд, Новое Кано, Моргентау и хутора: Бир, Бротт и Горн. В Ней-Галкинскую (Ново-Галкинскую) – немецкие села: Альт-Веймар, Ней-Веймар, Ней-Галка, Франкрейх и хутора: Копань, Крахмал, Рейсих, а также станция Палласовка. В Штрасбургскую (Ромашскую) волость вошли село Штрасбург и хутор Пфляумер.
К декабрю 1918 года все эти 4 новообразованные волости были упразднены и переданы во вновь образованную Торгунскую волость